# Dwight Yorke
Dwight Eversley Yorke (Canaan, Tobago, 3 de novembre de 1971) és un exfutbolista de la selecció de futbol de Trinitat i Tobago i dels clubs Aston Villa FC, Manchester United FC, Blackburn Rovers FC, Birmingham City FC, Sydney FC i Sunderland AFC. Tot i ser un jugador en actiu, també va actuar de segon entrenador de la selecció durant la fase prèvia del Mundial del 2010.
Juntament amb en Russell Latapy i en Pat Jennings, Yorke té el rècord mundial de participacions en diferents Mundials, incloses les fases prèvies: sis en total (1990, 1994, 1998, 2002, 2006 i 2010). Quan jugava tenia el malnom The Smiling Assassin ("L'Assassí Somrient"), a causa de la seva gran habilitat golejadora i del seu somriure immutable. Fou nomenat Jugador de l'any de la Premier League el 1999.